# Natuurreservaat Abbadia di Fiastra
Het natuurreservaat Abbadia di Fiastra (Italiaans: Riserva naturale dell'Abbadia di Fiastra) is een beschermd natuurgebied in het hart van de Marken en in het middelgebergte van de provincie Macerata tussen 130 en 306 meter boven zeeniveau. Het ligt in de gemeenten Tolentino en Urbisaglia.
Het reservaat werd opgericht door middel van een overeenkomst met de Fondazione Giustiniani-Bandini (een non-profit organisatie erkend bij presidentieel decreet van 6 juli 1974) en de regio Marken op 18 juni 1984, terwijl op 10 december 1985 de Italiaanse staat het gebied ook als reservaat erkende.

## Beschrijving
De belangrijkste aspecten van de bescherming van dit gebied worden gegeven door de aanwezigheid van een oud cisterciënzer klooster, dat, dankzij de zorg van de monniken eerst en de Bandinifamilie later, een bos van ongeveer 100 hectare heeft behouden waarin moseiken overheersen. Dus vandaag de dag, in een gebied dat zich uitstrekt van de valleibodem tussen de bedding van de rivieren Fiastra, Chienti en de Entogge, ook doorsneden door enkele kleine door de mens aangelegde meerbekkens, tot de glooiende heuvels van de Marken, vinden we dit voorbeeld van laaglandbos in een landschap dat verandert van riparische zone naar dat van het platteland van de Marken, naar dat van het echte bos. 
Het gebied kan worden onderverdeeld in drie zones van groot belang, homogeen in hun kenmerken en roeping, die ook verschillende beheer en bescherming vereisen:
- het natuurreservaat is het gebied dat de Selva omvat en waar het beheer zorgt voor het herstel van zo oorspronkelijk mogelijke natuurlijke omgevingen. Er is een gebied van communautair belang dat wordt beschermd onder de Habitatrichtlijn van de EU.
- antropologisch reservaat, het omvat het historisch erfgoed van de mens die al eeuwenlang in dit gebied aanwezig is. Zo omvat het naast de gecultiveerde velden ook het Giustiniani-Bandini Paleis en de 12e eeuwse cisterciënzer abdij.
- beschermd gebied, omvat het het resterende gebied van de Fondazione Giustiniani-Bandini, dat als aangrenzend gebied wordt behandeld om het evenwicht met het beschermde gebied te bewaren.

## Klimaat
Het gebied heeft een mediterraan klimaat dat wordt beïnvloed door de zeelucht die niet ver weg is, maar ook door de nabijgelegen bergen. Regen valt vooral in de tussenseizoenen, vooral in de herfst.

## Flora
De vegetatie is kenmerkend voor de omgevingen, maar die van de Selva is belangrijk omdat dit het laatste voorbeeld is van het bos dat de heuvels van de Marken bedekte.
- Fluviatiele omgeving: vegetatie rijk aan fluviatiele floristische essences en de zomereik
- Agrarische omgeving: eeuwenoude eiken (voornamelijk donzige eik en moseik), maar ook Italiaanse cipressen, dennen
- Bosomgeving: veel van de hierboven genoemde soorten, zoals de moseik, maar ook de pluim-es, veldesdoorn, buxus, oosterse haagbeuk, Helleborus bocconei, Arisarum en de zeldzame Carpesium cernuum.

## Fauna
In de fauna van het gebied is het ree, dat in 1957 werd geherintroduceerd, het meest karakteristiek en wordt vertegenwoordigd in het symbool van het reservaat, maar onder de zoogdieren die er leven zijn ook de bunzing, das, wezel, wild zwijn en soms ook de steenmarter. Onder de vogels die er nestelen zijn de bosuil, en zeker is de aanwezigheid van enkele soorten spechten, die het symbool zijn van de regio zoals de groene specht en de kleine bonte specht, maar ook de wielewaal, boomkruiper en andere soorten dan die er hun toevlucht zoeken in de winterperiodes zoals houtduif, roodborst, staartmees en vuurgoudhaan. In het gebied van het meertje le Vene kunnen populaties watervogels zoals reigers worden waargenomen in speciale hutten. Het insect Ameles fasciipennis, endemisch voor het Tolentino-gebied, is waarschijnlijk uitgestorven.

### Important Bird Area
Het gebied is aangewezen als Important Bird Area door BirdLife International vanwege het belang voor significante populaties van de ortolaan.